# إملن فرانكلين
إملن فرانكلين هو سياسي أمريكي، ولد في 7 أبريل 1827، وتوفي في 19 يونيو 1891. انتخب عضو مجلس نواب بنسيلفانيا ‏.